# Adı Vasfiye
Adı Vasfiye (en turc, el seu nom és Vasfiye) és una pel·lícula fantàstica turca de 1985 dirigida per Atıf Yılmaz i protagonitzada per Mujde Ar. L'argument està basat en cinc històries del llibre de Necati Cumalı "No puc dormir mentre la lluna creix". A la pel·lícula, la història d'una dona de camp anomenada Vasfiye, la vida de la qual passa canviant d'homes a les ciutats de l'Egeu, és explicada per diferents narradors.
La pel·lícula és una de les tres millors pel·lícules del Festival Internacional de Cinema d'Istanbul de 1986 (les altres són Zuğurt Ağa i Amansız Yol); el mateix any va ser seleccionada com la tercera millor pel·lícula al Festival de Cinema d'Antalya. El paper de "Vasfiye en aquesta pel·lícula, juntament amb el paper de 'Serap a Aaahh Belinda, va portar a Müjde Ar el premi a la millor actriu al 23è Festival de Cinema d'Antalya.

## Trama
A la pel·lícula, la història de Vasfiye és explicada per quatre narradors diferents. Quan un guionista, amb problemes amb el tema del seu nou llibre, mira el cartell d'un cantant de pavelló anomenat "Sevim Suna" penjat a una paret del carrer, el primer narrador, "Emin", apareix al seu costat i agafa ell a una taverna. Aquí, explica les seves relacions amb el cantant del pavelló Sevim Suna, el nom real del qual és "Vasfiye", des de la infància fins a la seva joventut, el seu matrimoni i la seva separació després del servei militar. A continuació, "Needleci Rüstem, Hamza, Doctor Fuat", en què Vasfiye ha deixat empremtes profundes en les seves vides, apareixen al seu torn davant l'autor i expliquen diferents períodes de la història de Vasfiye des de les seves pròpies perspectives, començant des d'on la van deixar els altres. Vasfiye apareix com una dona amb un personatge diferent en cadascuna de les històries. L'autor intenta revelar la veritable identitat de Vasfiye. No queda clar si la història explicada a la pel·lícula és real o fictícia

## Repartiment
- Müjde Ar – Vasfiye
- Aytaç Arman - Emin
- Macit Koper - Rüstem
- Yılmaz Zafer - Fuat
- Levent Yılmaz – Kuyumcu Hamza
- Suna Tanrıver
- Ali Rıza Özbilgiç - Tahsin
- Oktay Kutluğ
- Erol Durak – Gazeteci, yazar
- Sahra Gülyüz
- Şahika Tekand
- Reşide Kuraner
- Server Mutlu
- Cem Meto - Sunucu
- Hasan Yıldız - Alemci
- Atilla Oğultekin
- Ayhan Tanrıver
- Adnan Altıneş
- Bilgehan Oğuz

## Premis
- 1986 Festival Internacional de Cinema d'Istanbul, Premi al millor pel·lícula turca (amb Zuğurt Ağa i Amansız Yol)
- Festival de Cinema d'Antalya de 1986, 3r premi a la millor pel·lícula